# Bezirk Val Müstair
Der Bezirk Val Müstair war bis 2000 eine Verwaltungseinheit des Kantons Graubünden in der Schweiz. Hauptort war Müstair.

## Die Gemeinden des ehemaligen Bezirks Val Müstair
| Wappen                  | Gemeindename            | PLZ       | Einwohner (31. Dezember 2023) | Fläche in km² | Einwohner pro km² | Kreis       |
| ----------------------- | ----------------------- | --------- | ----------------------------- | ------------- | ----------------- | ----------- |
| Fuldera                 | Fuldera                 | 7533      | 115                           | 13,18         | 9                 | Val Müstair |
| Lü                      | Lü                      | 7534      | 62                            | 5,41          | 11                | Val Müstair |
| Müstair                 | Müstair                 | 7537      | 745                           | 77,73         | 10                | Val Müstair |
| Santa Maria Val Müstair | Santa Maria Val Müstair | 7536      | 327                           | 41,59         | 8                 | Val Müstair |
| Tschierv                | Tschierv                | 7532      | 154                           | 42,59         | 4                 | Val Müstair |
| Valchava                | Valchava                | 7535      | 202                           | 16,68         | 12                | Val Müstair |
| Total (6)               | Total (6)               | Total (6) | 1605                          | 197,18        | 8                 |             |

## Veränderungen im Gemeindebestand

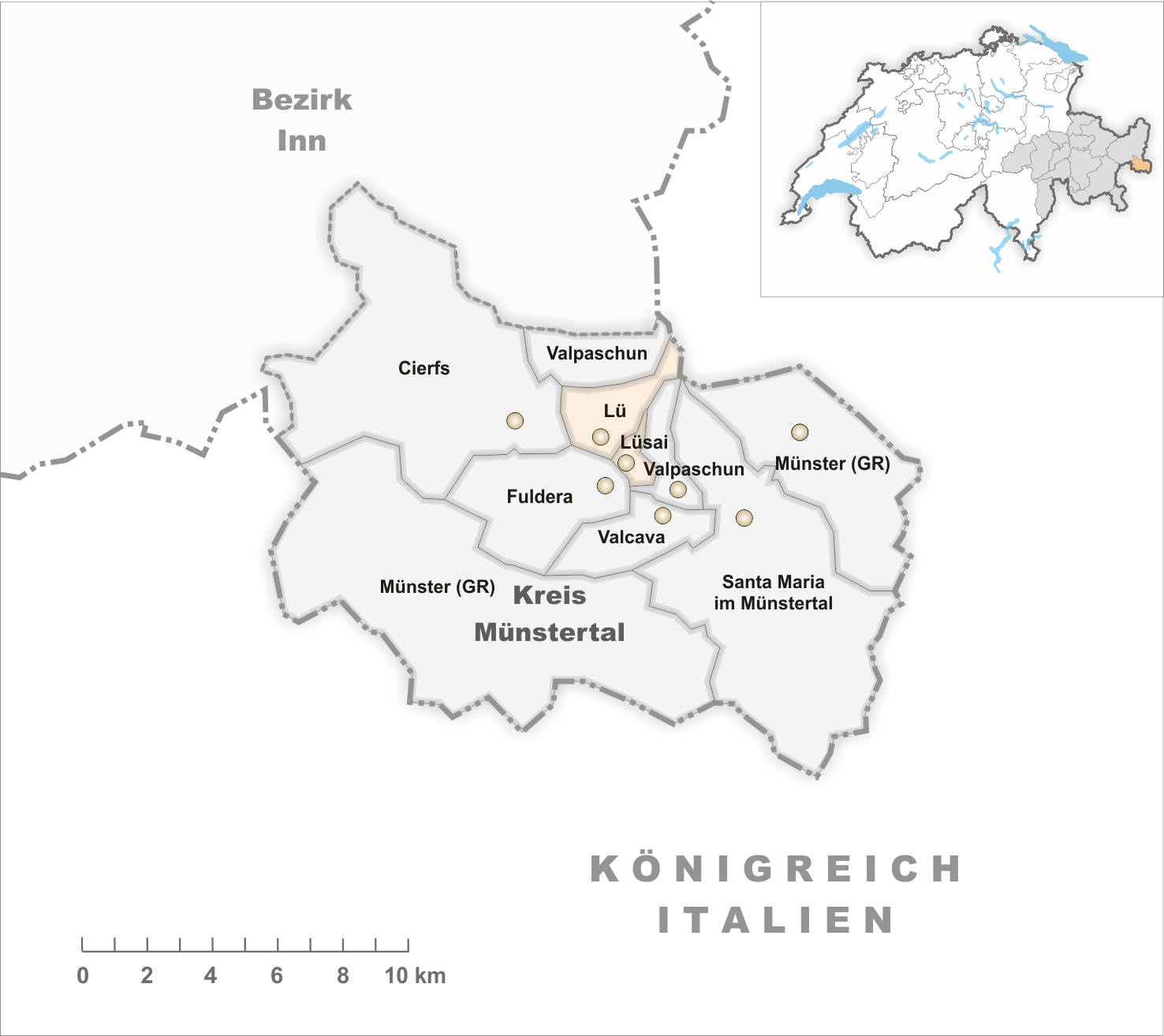
Gemeinden bis 1877
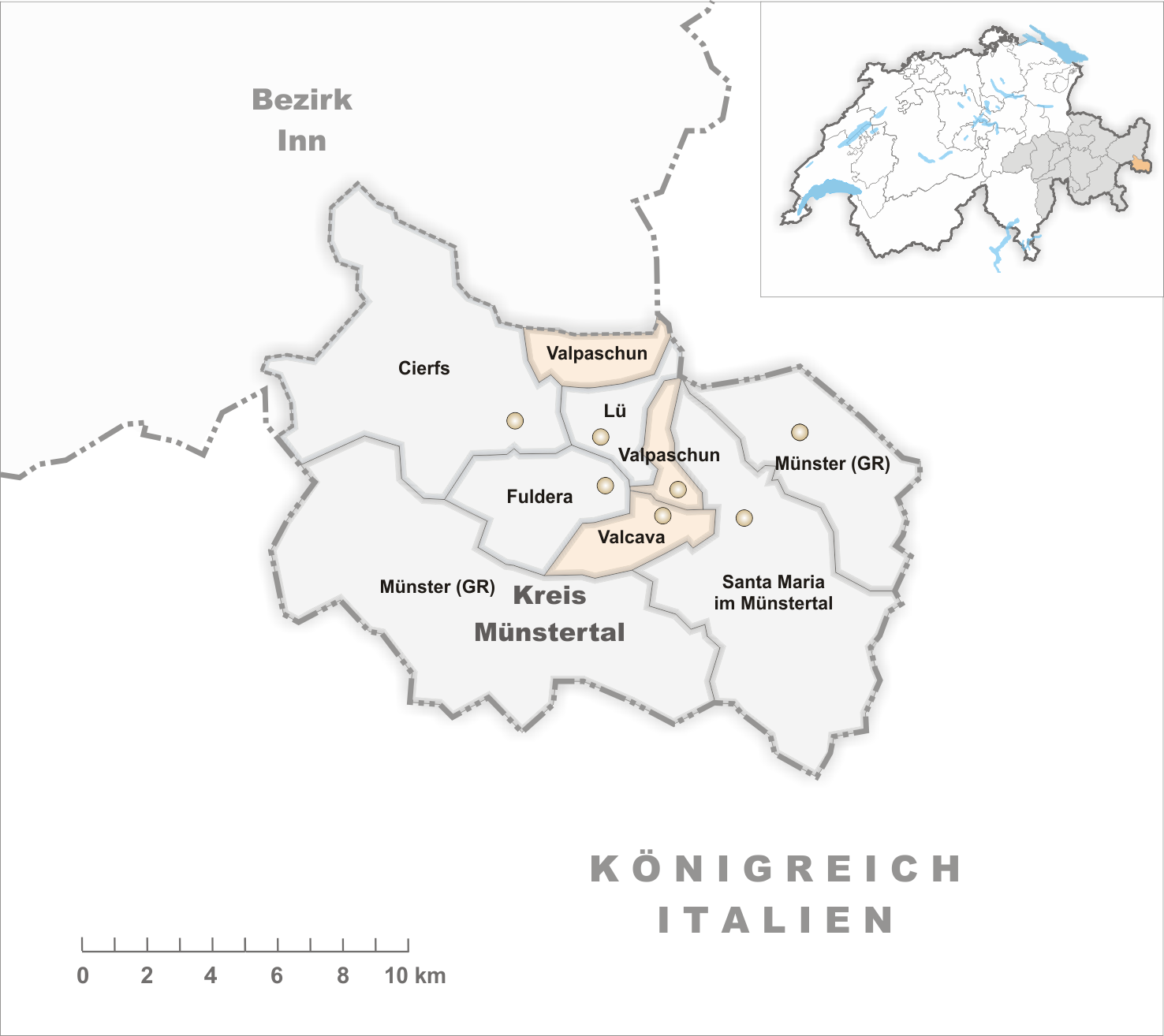
Gemeinden bis 1878
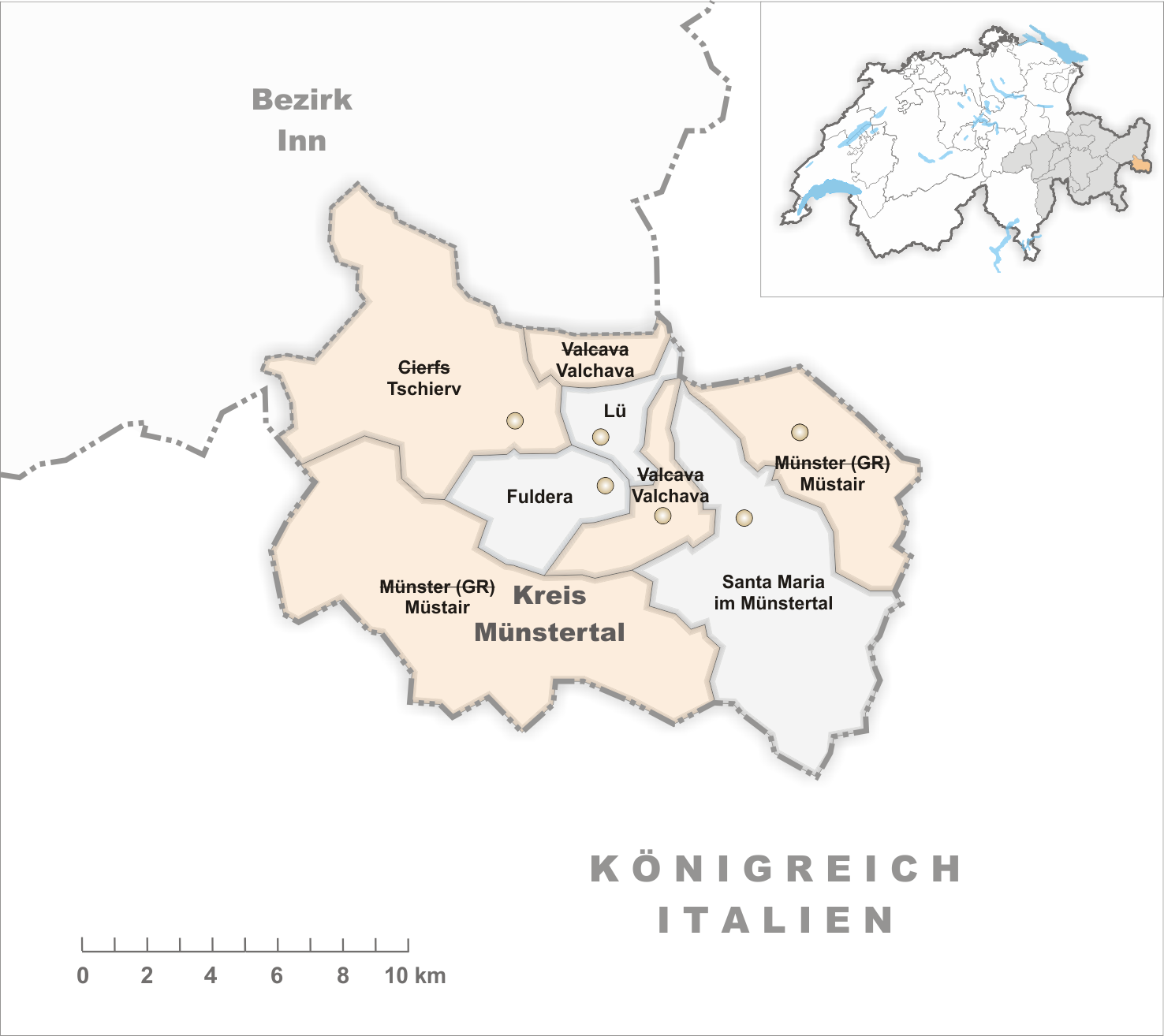
Gemeinden bis 1942
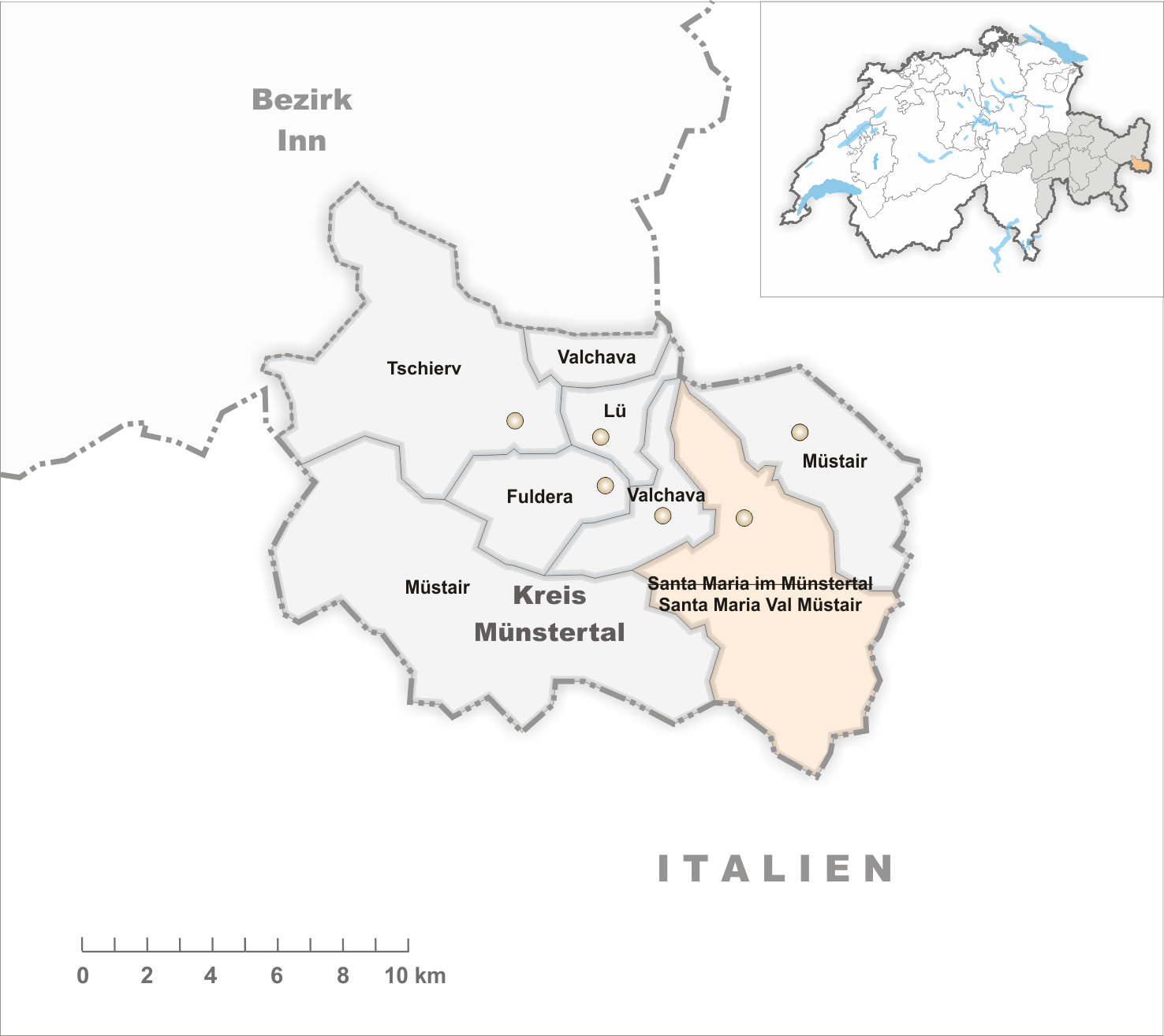
Gemeinden bis 1994
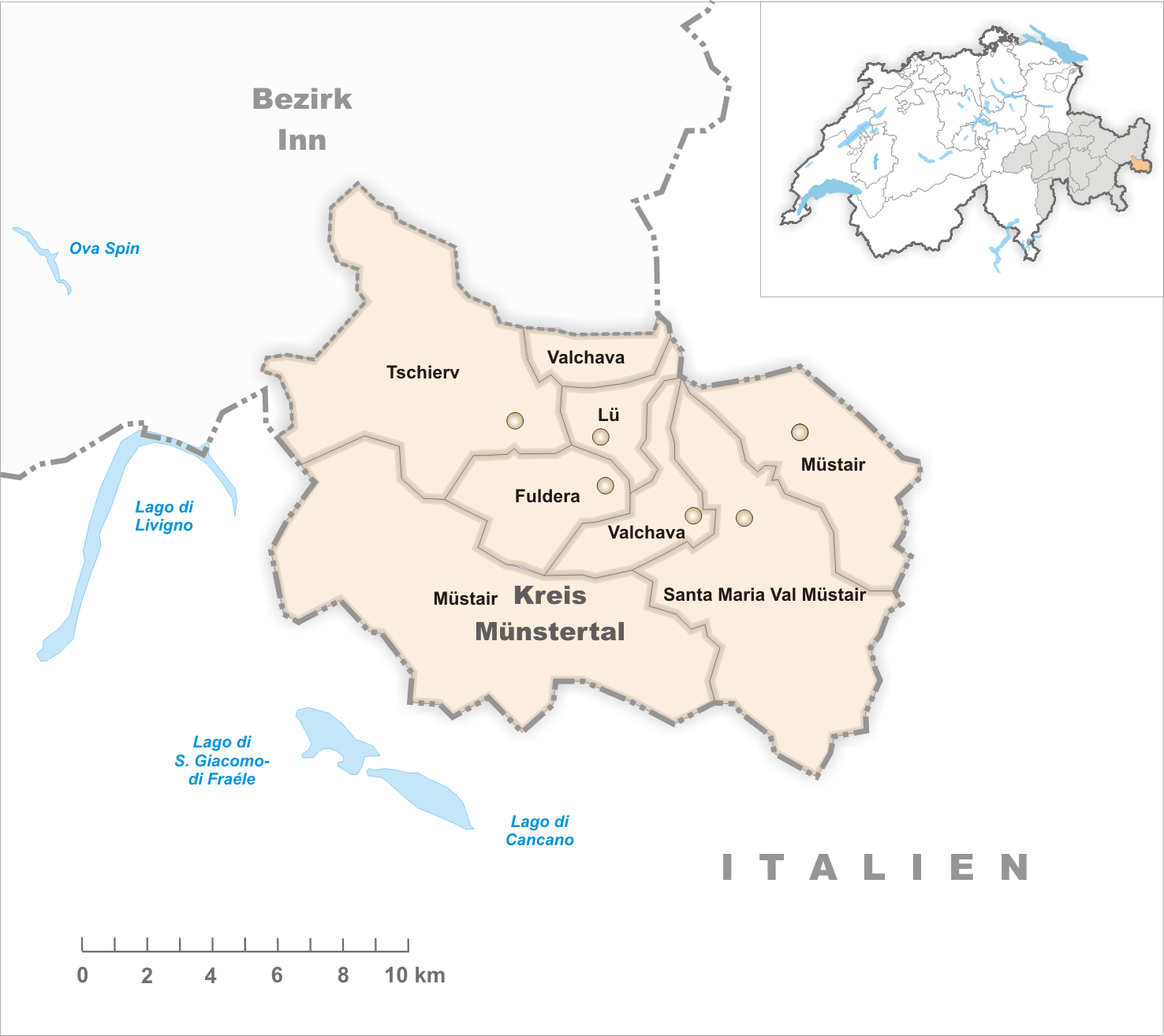
Gemeinden bis 2000

- 1878: Fusion Lü und Lüsai → Lü
- 1879: Fusion Valeava und Valpaschun → Valeava
- 1943: Namensänderung von Münster (GR) → Müstair
- 1943: Namensänderung von Cierfs → Tschierv
- 1943: Namensänderung von Valcava → Valchava
- 1995: Namensänderung von Santa Maria im Münstertal → Santa Maria Val Müstair
- 2001: Bezirkswechsel aller Gemeinden im ehemaligen Bezirk Val Müstair → Bezirk Inn

Das Bundesamt für Statistik führte den Bezirk unter der BFS-Nr.: 1810.